# 津島屋 (新潟市)
津島屋（つしまや）は、新潟県新潟市東区の町字。現行行政地名は津島屋一丁目から津島屋八丁目。住居表示実施済み区域。郵便番号は950-0801。

## 概要
1889年（明治22年）から1971年（昭和46年）までの大字。及び1971年（昭和46年）から現在の町名。阿賀野川下流左岸に位置する。
もとは戦国時代から1889年（明治22年）まであった津島屋村の区域の一部。阿賀野川の河道変更前は川の屈曲点にあり、河道変更後は通船川の入口となっている。
特産物は明治時代はブドウ。1955年（昭和30年）頃はダイコン、スイカが有名。1964年（昭和39年）から1968年（昭和43年）にかけて印刷工業団地、石材工業センターが造成された。

### 隣接する町字
北から東回り順に、以下の町字と隣接する。
- 下山
- 一日市
- 海老ヶ瀬
- 木工新町
- 新川町

※阿賀野川を挟んで北区松浜本町、新元島町、西名目所と隣接。

## 歴史
開発年代は不明。戦国時代と推定される記録に村名が残る。

### 分立した町字
1889年（明治22年）以後に、以下の町字が分立。
新川町（しんかわちょう）
1966年（昭和41年）に分立した町字。

### 年表
- 1889年（明治22年）4月1日 : 合併により松島村の大字となる。
- 1898年（明治31年）2月4日 : 松島村が分離し、新松島村の大字となる。
- 1901年（明治34年）11月1日 : 合併により大形村の大字となる。
- 1943年（昭和18年）6月1日 : 合併により新潟市の大字となる。
- 1971年（昭和46年） : 住居表示を実施。
- 2007年（平成19年）4月1日 : 新潟市の政令指定都市移行により、東区の大字となる。

## 世帯数と人口
2018年（平成30年）1月31日現在の世帯数と人口は以下の通りである。
| 丁目         | 世帯数  | 人口    |
| ------------ | ------- | ------- |
| 津島屋一丁目 | 30世帯  | 88人    |
| 津島屋二丁目 | 61世帯  | 187人   |
| 津島屋三丁目 | 147世帯 | 371人   |
| 津島屋四丁目 | 149世帯 | 369人   |
| 津島屋五丁目 | 89世帯  | 217人   |
| 津島屋六丁目 | 124世帯 | 251人   |
| 津島屋七丁目 | 91世帯  | 136人   |
| 計           | 691世帯 | 1,619人 |

## 小・中学校の学区
市立小・中学校に通う場合、学区は基本的に以下の通りとなるが､六丁目および七丁目は､下山小学校および下山中学校を選択できる場合がある。。
| 丁目         | 番地 | 小学校             | 中学校             |
| ------------ | ---- | ------------------ | ------------------ |
| 津島屋一丁目 | 全域 | 新潟市立大形小学校 | 新潟市立大形中学校 |
| 津島屋二丁目 | 全域 | 新潟市立大形小学校 | 新潟市立大形中学校 |
| 津島屋三丁目 | 全域 | 新潟市立大形小学校 | 新潟市立大形中学校 |
| 津島屋四丁目 | 全域 | 新潟市立大形小学校 | 新潟市立大形中学校 |
| 津島屋五丁目 | 全域 | 新潟市立下山小学校 | 新潟市立下山中学校 |
| 津島屋六丁目 | 全域 | 新潟市立大形小学校 | 新潟市立大形中学校 |
| 津島屋七丁目 | 全域 | 新潟市立大形小学校 | 新潟市立大形中学校 |
| 津島屋八丁目 | 全域 | 新潟市立大形小学校 | 新潟市立大形中学校 |

## 主な企業・施設
- 一正蒲鉾 本社・本社工場
- 津島屋公園

## 交通

### 道路
- 国道113号
- 新潟県道17号新潟村松三川線